# Alireza Akbari
Alireza Akbari  (21 tháng 10 năm 1961 –  14 tháng 1 năm 2023) là một chính trị gia người Iran với hai quốc tịch Iran và Anh. Ông từng là Thứ trưởng Bộ Quốc phòng từ năm 1998 đến năm 2003 dưới thời Bộ trưởng Bộ Quốc phòng Ali Shamkhani trong nhiệm kỳ Tổng thống của nhà nước cải cách Mohammad Khatami.
Akbari đã lần đầu tiên bị bắt tại Iran vào năm 2009 với cáo buộc làm gián điệp cho Anh. Vào năm 2019, Akbari đã tiếp tục bị bắt khi di chuyển đi từ Vương quốc Anh đến Iran và bị kết án tử hình vì các tội danh bao gồm cáo buộc làm gián điệp cho Anh, mofsed-e-filarz (một từ tiếng Ba Tư được hiểu là tội "tham nhũng trên Trái Đất"), bắt nguồn từ những cáo buộc về việc ông đã thực hiện hoạt động gián điệp cho cơ quan tình báo của Vương quốc Anh, MI6. Akbari và gia đình ông đã bác bỏ cáo buộc của Iran.
Vào ngày 14 tháng 1 năm 2023, cơ quan Tư pháp Iran thông báo đã tử hình Akbari thông qua hình thức treo cổ sau khi bị kết tội làm gián điệp. Việc hành quyết Akbari đã vấp phải tranh cãi và lên án mạnh mẽ, đặc biệt là từ các chính khách của Anh.

## Xuất thân
Alireza Akbari sinh ngày 21 tháng 10 năm 1961 tại Shiraz. Sau Cách mạng Iran năm 1979, ông đã hoạt động tích cực trong Hiệp hội sinh viên Hồi giáo.

## Sự nghiệp
Trong chiến tranh Iran-Iraq, ông đã chiến đấu cùng Lữ đoàn Badr, trở thành phó chỉ huy của sư đoàn. Cáo phó của ông trên tờ The Daily Telegraph cho biết ông là Chỉ huy cấp cao của Lực lượng Vệ binh Cách mạng Hồi giáo.
Akbari còn là thành viên của tổ chức quân sự thực hiện lệnh ngừng bắn vào năm 1988 giữa Iran và Iraq và kết thúc cuộc chiến năm 1988, theo Nghị quyết 598 của Hội đồng Bảo an Liên Hợp Quốc. Ông cũng từng tham gia vào các vai trò an ninh khác, bao gồm cố vấn cho hải quân Iran. Ông được xem là đồng minh thân cận của Bộ trưởng Bộ Quốc phòng Ali Shamkhani, người đã bổ nhiệm ông làm Thứ tưởng Bộ Quốc phòng, vị trí mà ông đã đảm nhiệm từ năm 1998 đến năm 2003. Akbari là người đã phản đối hàng loạt thỏa thuận hạt nhân giữa Iran và phương Tây trên cơ sở an ninh quốc gia. Ông đã từng tuyên bố, "Nếu ta rút lui mỗi ngày khi họ gây áp lực, họ sẽ tiếp tục gây áp lực và đẩy ta ra xa hơn cho đến khi ta hoàn toàn bị tước vũ khí và không có khả năng tự vệ". Vai trò của ông còn liên quan đến việc liên lạc các đại sứ quán nước ngoài ở Tehran, chịu trách nhiệm đưa ra những quyết định vì mục đích hòa bình trong chương trình hạt nhân của Iran. Năm 2004, Akbari đã thôi phục vụ chính phủ và bắt đầu kinh doanh, liên quan đến việc đi lại từ và đến Iran.
Năm 2008, dưới thời chính phủ Mahmoud Ahmadinejad, Akbari đã bị bắt vì tình nghi làm gián điệp cho Anh nhưng sau đó được tại ngoại.  Tờ Tehran Times báo cáo ông đã rời Iran vào năm 2009, di chuyển đến châu Âu và sau đó là Anh. Anh trai của Akbari, Mehdi, đã tuyên bố cho rằng việc ông có quốc tịch Anh là do nhập quốc tịch thông qua đầu tư và tạo việc làm ở Anh; trong khi đó, Iran cáo buộc quyền công dân của ông được đưa ra như một thỏa thuận gián điệp. Do vậy mà ông đã trở thành người mang hai quốc tịch Anh và Iran. Có một số nguồn tin cho rằng ông chủ yếu sống ở Tây Ban Nha. Akbari tiếp tục điều hành một nhóm chuyên gia cố vấn tư nhân trước khi bị bắt vào năm 2019.

## Bắt giữ và luận tội
Theo BBC, Akbari đã bị bắt trong chuyến thăm Iran vào năm 2019. Truyền thông nhà nước Iran đã đăng tải một đoạn video vào ngày 12 tháng 1 năm 2023 và cho rằng Akbari đã tham gia vào vụ ám sát nhà khoa học hạt nhân hàng đầu của Iran Mohsen Fakhrizadeh, người đã bị giết trong một cuộc tấn công vào năm 2020 bên ngoài Tehran. Akbari không thú nhận có liên quan trực tiếp đến âm mưu, nhưng xác nhận có một đặc vụ Anh hỏi thông tin về anh ta. Ngay sau đó, BBC đã đăng tải một đoạn ghi âm là một cuộc gọi điện thoại của Akbari cho gia đình ông từ trong tù. Trong đoạn ghi âm, ông có kể bản thân bị cưỡng bức sử dụng ma túy và các chất hóa học, bị biệt giam trong thời gian dài và buộc phải thú tội nhiều lần, bị tra tấn.
Akbari đã bị buộc tội cung cấp thông tin cho các quan chức Anh liên quan đến 178 nhân vật Iran, bao gồm cả Fakhrizadeh. Các quan chức Iran đã cáo buộc Akbari hoạt động thông qua một công ty tư nhân có liên hệ trực tiếp với các viện nghiên cứu do các quan chức tình báo ở Luân Đôn đứng đầu.

### Bản án và tử hình
Vào ngày 11 tháng 1, Mizan, cơ quan truyền thông nhà nước của Iran đã xác nhận Akbari đã bị kết án tử hình. Trước khi bị hành quyết, hãng thông tấn nhà nước Iran, IRNA, đã thông tin Tòa án Tối cao Iran đã giữ nguyên bản án tử hình đối với Akbari và tuyên bố điều này được dựa trên những "bằng chứng xác đáng".
Vào ngày 14 tháng 1 năm 2023, vụ tử hình Akbari thông qua hình thức treo cổ đã được thông tin. Báo cáo của Mizan đã thông báo về vụ hành quyết Akbari nhưng không nêu rõ ngày thực hiện.

## Phản ứng
Vào tháng 1 năm 2023, chính phủ Vương quốc Anh đã tuyên bố các cáo buộc đối với Alireza Akbari là không đúng sự thật và mang mục đích thương lượng chính trị. Ngoại trưởng Anh James Cleverly đã phủ nhận các cáo buộc chống lại Akbari và gọi hành động này mang "động cơ chính trị", ông nói thêm đại biện lâm thời của Iran sẽ được triệu tập về vụ hành quyết để các quan chức nước này bày tỏ "sự phẫn nộ trước hành động của Iran". Trên Twitter cá nhân, ông còn gọi những hành động của Iran là "man rợ" và tuyên bố "chế độ Iran một lần nữa thể hiện sự coi thường tính mạng con người một cách nhẫn tâm". Thủ tướng Vương quốc Anh Rishi Sunak cho biết ông "kinh hoàng trước vụ hành quyết" và gọi đây là "một hành động nhẫn tâm và hèn nhát, được thực hiện bởi một chế độ man rợ không tôn trọng nhân quyền của chính người dân họ".
Ngay sau đó, phía Bộ Ngoại giao Iran cũng đã tuyên bố đáp trả, "Chế độ của Anh, nơi có một thành viên hoàng tộc đã coi việc sát hại 25 người dân vô tội là quân cờ bị loại bỏ mà không tối tiếc về vấn đề này, và những kẻ nhắm mắt làm ngơ trước tội ác chiến tranh thì không có tư cách thuyết giáo người khác về nhân quyền".
Trong khi đó, Tổng thống Pháp Emmanuel Macron đã bày tỏ sự đoàn kết với Anh và lên án vụ hành quyết trên Twitter, ông đã nói, "Việc hành quyết Alireza Akbari là một hành động đê hèn và man rợ. Tên của ông ấy được thêm vào danh sách là quá dài các nạn nhân bị Iran đàn áp và tử hình. Đồng lòng với Vương quốc Anh. Đồng lòng với người dân Iran".
Tổ chức Ân xá Quốc tế cũng đã lên tiếng và gọi vụ hành quyết là "đặc biệt khủng khiếp", là một "cuộc tấn công ghê tởm vào quyền được sống". Tổ chức này cũng yêu cầu chính phủ Vương quốc Anh "điều tra đầy đủ" các cáo buộc về việc Akbari đã bị tra tấn và đối xử tệ bạc trong tù nhằm "buộc chính quyền Iran phải chịu trách nhiệm".

## Đời tư
Akbari đã kết hôn với Maryam và cả hai đã có với nhau hai đứa con gái.